# Stand on the Word
Stand on the Word, ou The Celestial Choir: Stand on the Word selon son titre originel, est une chanson gospel  aux arrangements funk et soul, créée en 1982 au sein de l'Église baptiste de Crown Heights à New York, interprétée pour la première fois par les chœurs de cette église, The Joubert Singers, la soliste Jemila Sockwell, dirigés et produits par Phyliss McKoy Joubert créditée comme la compositrice du morceau. Cette communauté chrétienne fait éditer un album vinyle, Somebody Prayed For This, rapidement écoulé. 
En 1985, le label Next Plateau Records (New York) édite deux albums Stand on the Word contenant d'une part le remix du musicien et disc jockey Tony Humphries du Club Zanzibar (en), et d'autre part, celui de Larry Levan, qui officiait au club new-yorkais Paradise Garage,. 
Devenu un classique, Stand on the Word connaît un retour de célébrité à partir de 2008, d'abord en France, en Australie, puis dans le monde entier.

## Liste des pistes
7"
1. Stand on the Word (3:52)
2. Stand on the Word (Original Version) (4:25) (Mixé par George Rodriguez Jr. et Tony Humphries)

12" et 33 tours 1/3
1. Stand on the Word (6:24)
2. Stand on the Word (Instrumental) (5:50)
3. Stand on the Word (Original Version) (4:44)
4. Stand on the Word (6:40)

## Classement par pays
| Classement (2012) | Meilleure position |
| ----------------- | ------------------ |
| France (SNEP)     | 117                |

## Version de Keedz
Pistes de Stand on the Word
Stomp
(2)
Cette chanson est reprise par le groupe français Keedz en 2008. Premier single extrait de l'album du même nom Stand on the Word (2008), cette version est remixée par MiMa, un groupe composé de Michael Tordjman et Maxime Despre. À sa sortie, le single ne rencontre pas de succès en France. 
Cependant, l'émission Le Grand Journal, sur la chaine de télévision française Canal+, produit de courts jingles précédant les coupures publicitaires où l'on peut voir les chroniqueurs danser les uns après les autres. Appelés les « coming-nexts » du Grand Journal, ces jingles ont pour particularité de changer de musique régulièrement (toutes les semaines) et c'est l'occasion de découvrir des morceaux récents ou pas encore sortis, qui rencontrent un certain succès sur Internet. La production a tiré profit de cet engouement et a produit un disque intitulé La Grande BO sorti à l'été 2009. C'est ainsi lors de la saison 2008-2009, que Stand on the Word est programmée du 29 septembre au 3 octobre 2008. Ce choix permet à cette chanson de rencontrer le succès. 
Stand on the Word fait aussi partie d'une des bandes originales de la série de télévision australienne Underbelly.
Le morceau fait également partie de la bande originale du film Polisse, dans une scène avec Joey Starr et ses collègues sur le dancefloor.
Le single ressort une nouvelle fois en 2011, et se classe dans le hit-parade français du SNEP du 22 octobre 2011 au 1er septembre 2012, soit durant 34 semaines.

### Clip vidéo
Le clip vidéo sort le 6 juin 2008 sur le compte Universal Music France sur le site de partage de vidéo YouTube. D'une durée de 3 minutes et 30 secondes, le clip est réalisé par Superdeux et est visionné plus de 2,5 millions de fois. La vidéo s'inspire du clip du groupe français de synthpop, musique électronique Justice : D.A.N.C.E. [réf. nécessaire].

### Classement par pays
| Classement (2012) | Meilleure position |
| ----------------- | ------------------ |
| France (SNEP)     | 12                 |